# Reshitelny (destroyer)
Le Changchun (103) (en chinois :长春)  est un destroyer de classe Anshan de la marine de l'Armée populaire de libération (PLAN). Il s'agit de l'ancien destroyer soviétique Reshitelniy (Решительный)  de classe Gnevny (Project 7)

## Historique
Il a été construit au chantier naval de Mykolaïv Black Sea Shipyard et au Chantier naval de l'Amour à Komsomolsk pour être lancé le 30 avril 1940. Il a été mis en service le 5 septembre 1941 au sein de la flotte du Pacifique.
Il a été vendu à la Chine par l'Union soviétique en 1955 et a été reçu à Qingdao le 28 juin 1955. Il a été nommé  Changchun le 6 juillet. En 1970, sa modernisation a été effectuée par l'ajout de deux missiles anti-navires pour devenir un destroyer à missiles guidés.

## Préservation
En 1989, le Changchun a été retiré du service actif et est devenu un navire musée dans la ville de Rushan en août 1990.